# Ceragra deserticola
Ceragra deserticola är en insektsart som först beskrevs av Alexander Fyodorovich Emeljanov 1964.  Ceragra deserticola ingår i släktet Ceragra och familjen Caliscelidae.
Artens utbredningsområde är Kazakstan. Inga underarter finns listade i Catalogue of Life.